# 10506 Ридберґ
10506 Ридберґ (10506 Rydberg) — астероїд головного поясу, відкритий 13 лютого 1988 року.
Тіссеранів параметр щодо Юпітера — 3,243.
Астероїд названо на честь шведського фізика Й. Р. Ридберґа (1854-1919).